# V365 Большого Пса
V365 Большого Пса (лат. V365 Canis Majoris) — одиночная переменная звезда в созвездии Большого Пса на расстоянии (вычисленном из значения параллакса) приблизительно 3745 световых лет (около 1148 парсеков) от Солнца. Видимая звёздная величина звезды — от +13,6m до +10,5m.

## Характеристики
V365 Большого Пса — пульсирующая полуправильная переменная звезда типа SRA (SRA).